# Пу Мумин
Пу Мумин (кит. упр. 蒲慕明, пиньинь Pú Mùmíng; англ. Mu-ming Poo; род. 31 октября 1948 г., Нанкин, Китай) — китайско-американский нейробиолог.
Иностранный член Национальной академии наук США (2009, изначально — не иностранный) и Китайской академии наук (2011).
Директор Института нейронауки Китайской АН (с 1999), заслуженный профессор Калифорнийского университета в Беркли (с 2005).

## Биография
Отец его был авиационным инженером, что некоторым образом предопределило начальный интерес Пу к физике.
Ещё когда ему был лишь год, его семья переехала на Тайвань.
Окончил Университет Цинхуа в Тайване (бакалавр B.S. физики, 1970). Продолжил учёбу в США. Степень доктора философии Ph.D. по биофизике получил в Университете Джонса Хопкинса в 1974 году. В том же году появилась его первая публикация в Nature.
В 1974—1976 годах постдок в Морской биологической лаборатории в Массачусетсе и на кафедре биологических наук Университета Пердью.
В 1976—1985 годах на преподавательской работе на кафедре физиологии и биофизики Калифорнийского университета в Ирвайне: ассистент-профессор, ассоциированный профессор, профессор с 1983 года. Организовал в этом университете собственную лабораторию, а в 1985 году перенёс её в Йель.
В 1985—1988 годах профессор-исследователь секции молекулярной нейробиологии школы медицины Йельского университета.
В 1988—1995 годах профессор кафедры биологических наук Колумбийского университета.
В 1996—2000 годах именной профессор нейробиологии кафедры биологии Калифорнийского университета в Сан-Диего.
В 2000—2005 годах профессор нейробиологии Калифорнийского университета в Беркли.
С 2002 года глава подразделения нейробиологии кафедры молекулярной и клеточной биологии и с 2005 года именной заслуженный (distinguished) профессор биологии Калифорнийского университета в Беркли.
В 2002 году вызвало скандал публичное выступление одного из его лаборантов в Беркли, с жалобой на то, что Пу заставляет своих сотрудников много работать. Вслед за этим количество его подчинённых уменьшилось.
В 1999 году один из основателей Института нейронауки Китайской АН в Шанхае и его директор поныне.
Более десятилетия он постоянно курсировал между Шанхаем и Беркли, а ныне сосредоточился на работе в Китае.
Член Academia Sinica (Тайвань) с 2000 года, член Гонконгской академии наук.
С 2001 года член Американской ассоциации содействия развитию науки.
Отмечен рядом наград, в частности лауреат премии Грубера по нейронауке (2016). Почётный доктор Парижской Высшей нормальной школы (2003).
Член редсоветов ряда журналов, в частности Network (с 2005) и Progress in Neurobiology (с 2005), и ранее Journal of Neuroscience (1999—2004), Journal of Cell Biology (1994—2001), Journal of Biomedical Sciences (1994—1999).
Натурализовавшийся гражданин США. В 2018 году отказался от гражданства США.